# Short Stories
Short Stories è il primo album in studio del duo formato da Jon Anderson, leader degli Yes, e il musicista greco Vangelis, che avevano già collaborato ai tempi di Heaven and Hell. È stato pubblicato dalla Polydor nel 1980.

## Tracce

### Edizione in Vinile

#### Lato A
1. "Curious Electric" 6:42
2. "Each and Everyday" 3:43
3. "Bird Song" 1:26
4. "I Hear You Now" 5:13
5. "The Road" 4:31

#### Lato B
1. "Far Away in Baagad" 2:18
2. "Love Is" 5:46
3. "One More Time" 6:18
4. "Thunder" 2:14
5. "A Play Within a Play" 7:00

### Edizione in CD
Originariamente pensato per una suddivisione in dieci tracce nell'edizione in vinile e in cassetta, quella in CD è invece divisa in 8 tracce.
1. "Curious Electric" 6:42
2. "Each and Everyday / Bird Song" 5:08
3. "I Hear You Now" 5:13
4. "The Road" 4:31
5. "Far Away in Baagad / Love Is" 8:04
6. "One More Time" 6:18
7. "Thunder" 2:14
8. "A Play Within a Play" 7:00

## Musicisti
- Vangelis - sintetizzatori, pianoforte, percussioni, arrangiamenti
- Jon Anderson - voce